# Сага за Инглингите
Сага за Инглингите (на исландски: Ynglinga saga) е легендарна сага, написана между 1220 и 1230 г. от исландския поет и историк Снори Стурлусон. Тя е включена в неговата знаменита Хеймскрингла и всъщност е първата глава от този исторически труд.
Сагата на Снори Стурлусон е основана до голяма степен на по-ранната скалдическа поема Инглингатал, която представлява списък на отчасти митичните и отчасти исторически доказаните стари шведски конунги от династията Инглинги, от която водят началото си и първите норвежки крале. Инглингатал разказва за 30-те предци на норвежкия конунг Рагнвал Хайдюмхааре, син на Олав Гайщад-Алв и племенник на Халвдан Черния. Към този списък от предци, за които се описва как са починали и къде са погребани, Снори Стурлусон добавя и четиримата владетели, които подчинили Гамла Упсала, старата столица на Инглингите. Тези владетели са Ньорде, Хаки, морският конунг Сьолви и Ивар Видфамне.
Географските райони, които Сага за Инглингите обхваща, са свързани не само със съвременна Швеция (където най-рано са се обособили Инглингите) и със съвременна Норвегия (където са преминали част от тях), но също така и с други страни, които викингите са успели да подчинят – Дания (Danmörk), Страната на саксите (Saxland), Източните страни (Austrveg – имат се предвид земите на изток от Балтийско море), Англия (England). Отделно от това в сагата са упоменати и Черната Страна (Bláland), Гардарики (Garðaríki - има се предвид Киевска Рус), Страната на Турките (Tyrkland), Финландия (Finnland), Естония (Eistland), Страната на Сарацините (Serkland), Йорсалаланд (Jórsalaland – Палестина), Свартахав (Черно море).
Северното Причерноморие на запад от р. Дон е наречено Страна на Ваните (Vanaheimr), а Страната на асите е Асаланд (Ásaland, Ásaheimr) със столица Асгард.